# Kapelle St. Jakobus Abtsküche

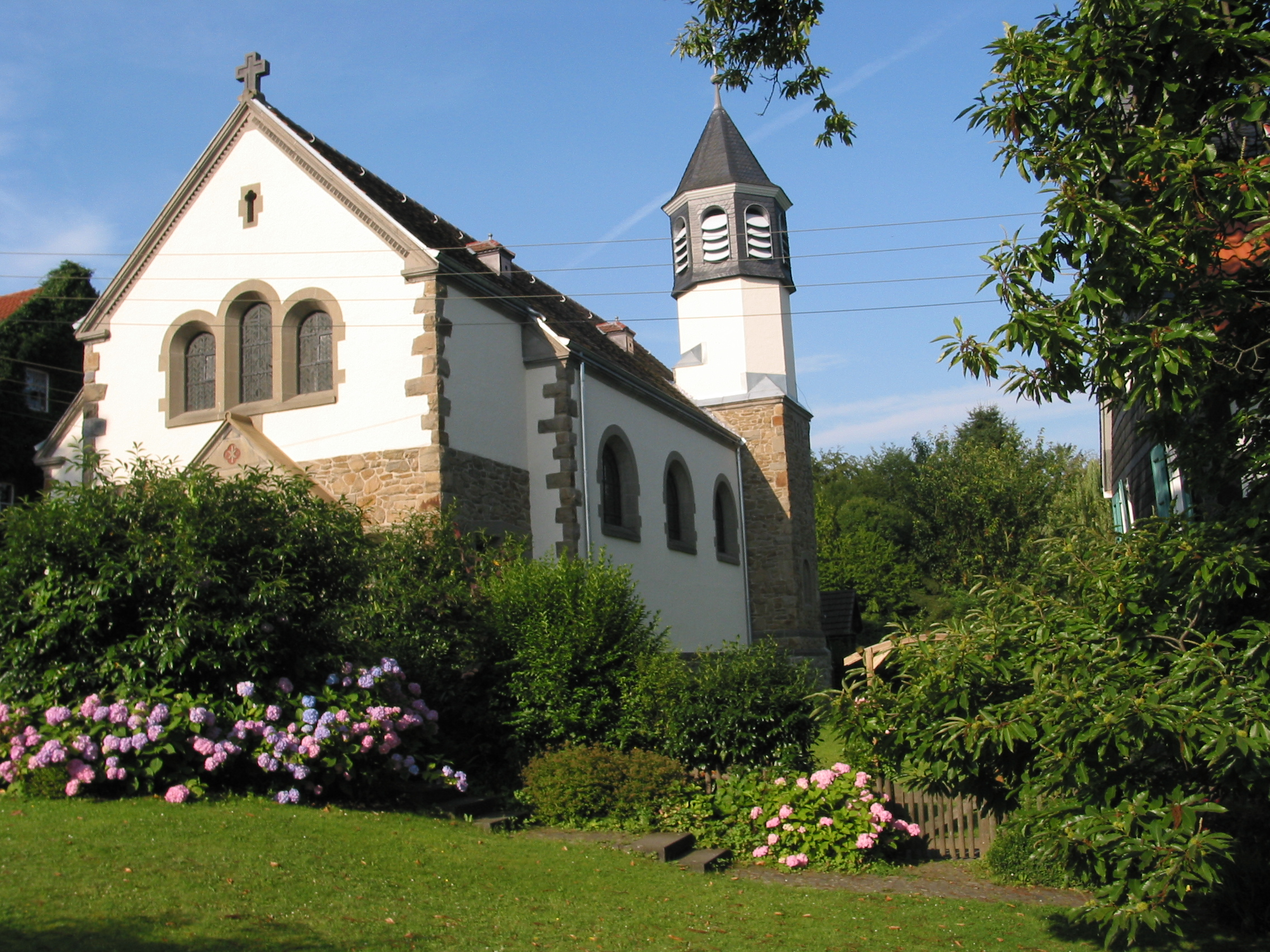
Kapelle St. Jakobus Abtsküche in Heiligenhaus

Die St.-Jakobus-Kapelle in Heiligenhaus-Hetterscheidt wurde 1908/09 gebaut und eingeweiht. Die denkmalgeschützte Kapelle liegt direkt gegenüber dem Abtskücher Teich und ist heute eine Filialkirche der St.-Suitbertus-Pfarrei in Heiligenhaus. Sie besitzt eine gewisse Eigenständigkeit, da in Hetterscheidt lange vor der Begründung einer Pfarre in Heiligenhaus eine zur Abtei Essen-Werden orientierte katholische Gemeinde existierte.

## Geschichte
Die 1908/09 erbaute Kapelle war nicht das erste Gotteshaus in der Abtsküche. Am Türmchen auf dem direkt nebenan liegenden Fachwerkhaus ist erkennbar, dass dort zuvor eine Kapelle stand. Dieses Fachwerkhaus war 1783 als Schule errichtet worden und hatte 1792 einen Anbau erhalten, der – heute nicht mehr sichtbar – den Hauptschulraum um eine Apsis erweiterte. Dieser erweiterte Raum wurde 1792 als Kapelle eingeweiht. Deren Glocke, die heute noch im Kapellenturm von St. Jakobus läutet, wurde 1792 von Jacob Claren in Köln gegossen. Sie trägt die Inschrift: .

„Ad Laudem Dei, Jacob Claren in Koeln fecit anno 1792“

„Zum Lobe Gottes hat mich Jacob Claren in Köln im Jahre 1792 gefertigt“

Die Besiedlung des Raumes Hetterscheidt lässt sich bis in das 9. Jahrhundert zurückverfolgen. Der Gutshof Hetterscheidt war 847 an das Kloster Werden (heute Essen) vermacht worden. Im 10. Jahrhundert teilte die Abtei ihr Vermögen in ein solches des Konvents (Patres und Fratres) und ein solches des Abtes, der zugleich Reichsfürst war, auf. Die Einkünfte aus dem Oberhof Hetterscheidt waren dem Abt zugewiesen. Im 14. Jahrhundert tauchte der Ausdruck „des abts kuchen“ (Abtsküche) erstmals auf. Urkundlich verbürgt hat der Abt das „oberste Haus“ benutzt, das ab dem 15. Jahrhundert als „Slot“ (Schloss) bezeichnet wurde. Als schließlich der Abt Konrad von Gleichen hierher verbannt wurde, dürfte das Schloss Hetterscheidt auch eine Kapelle besessen haben. Verbrieft ist, dass
- Abt Johann von Groningen die Kapelle 1525 ausbauen ließ,
- 1537 ein Altarbild von Meister Simon angeschafft wurde,
- 1719 Abt Theodor Thier dort einen neuen Altar einweihte,
- 1759 die Kapelle einstürzte.

Spätestens ab 1614 wurde in der Schlosskapelle von einem Mitglied des Werdener Konvents ein Gemeindegottesdienst abgehalten. Die Gemeinde gehörte in den Pfarrbereich der Abtei Werden, d. h. in die für den südlichen Bereich Werdens eingerichtete Pfarrkirche St. Clemens in Born. Nach der Auflösung der Abtei Werden in der Säkularisation 1802/03 war streitig, ob die Gemeinde zum Pfarrbereich St. Clemens oder zur Pfarre St. Jakobus in Homberg gehörte. Die Gemeinde fühlte sich zu St. Jakobus zugehörig, auch als sie 1838 der Pfarre in Velbert zugeordnet wurde. Daher trägt die Kapelle das Patrozinium St. Jakobus. 1909 wurde die Kapellengemeinde der inzwischen gegründeten Pfarrgemeinde Heiligenhaus zugeordnet.

## Ausstattung

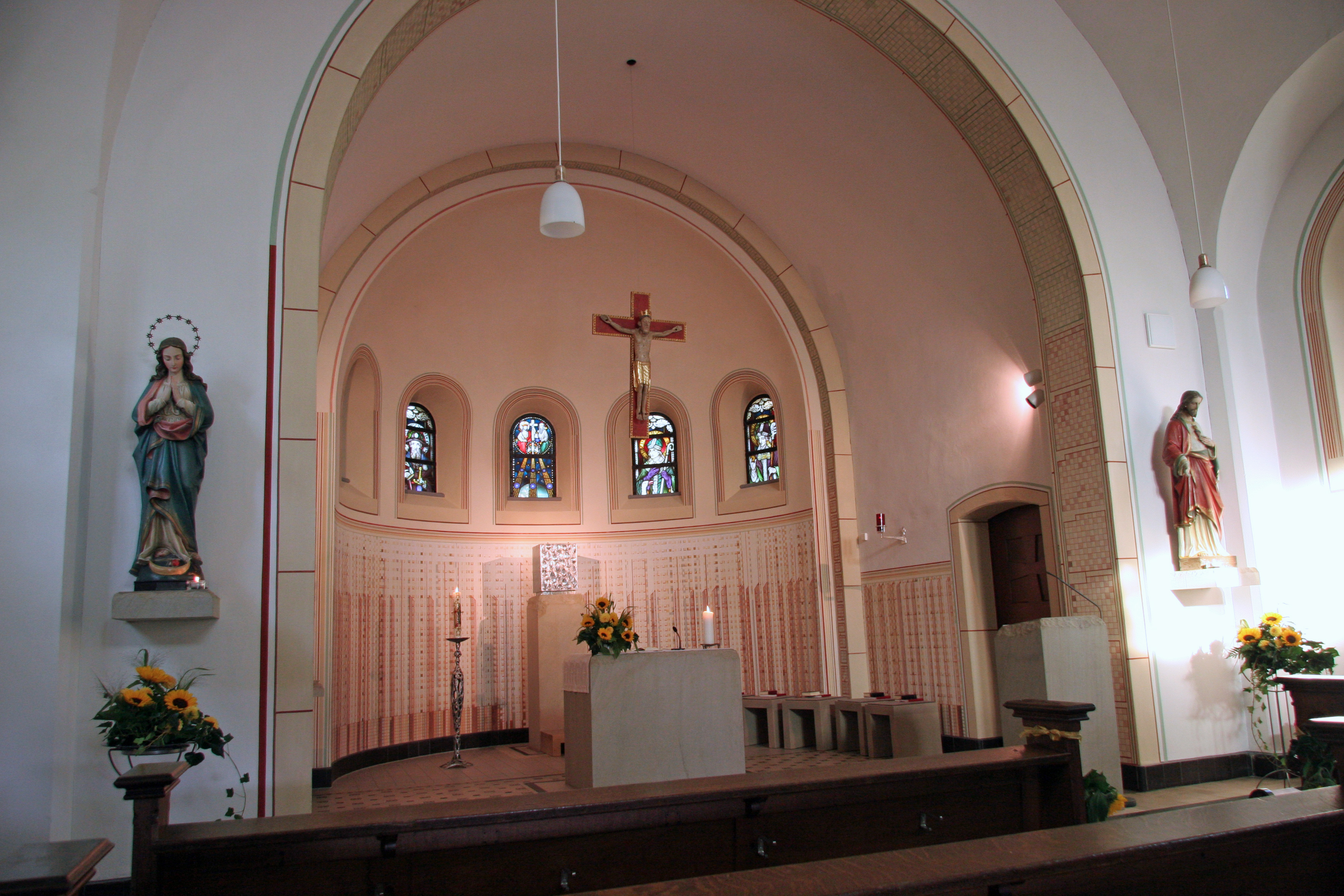
Altarraum der Kapelle St. Jakobus Abtsküche in Heiligenhaus

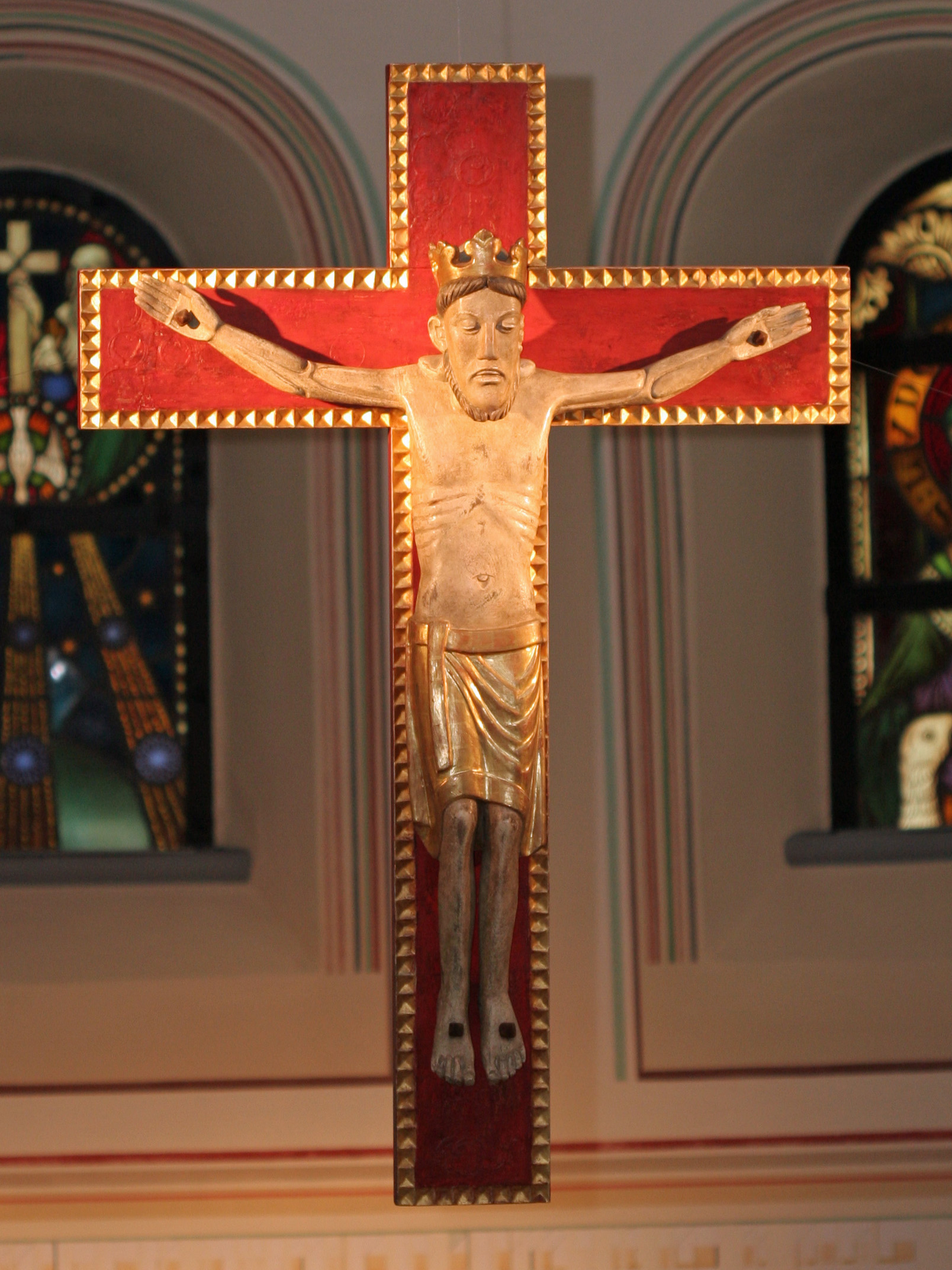
Kapelle St. Jakobus Abtsküche; Kruzifix (romanisches Triumphkreuz)

Die im neo-romanischen Stil errichtete Kapelle wurde 2004 vollständig renoviert. Der Kirchenmaler Dieter Hartmann hat den Chorraum entsprechend den romanischen Kirchen farblich gestaltet, sich dabei allerdings moderner Muster und Zeichen bedient. Altartisch, Ambo und Stele des Tabernakels sind aus hellem, grob behauenem Sandstein. 
Die Kirchenfenster stammen aus den Jahren 1909 sowie 2004 (Dieter Hartmann).
Über dem Altar hängt ein den romanischen Triumphkreuzen nachempfundenes Kruzifix aus dem Grödner Tal, eine Stiftung des hier viele Jahre tätigen Pfarrers Norbert Goldenberg. Stiftungen von Gemeindemitgliedern sind auch die Fenster, Vortragskreuz, Lichthalter im Altarraum und die Orgel.
Die im Altartisch eingelassenen Reliquien sind aus einem 1719 in der Schlosskapelle geweihten Altar übertragen worden. Die Urkunde hat den Wortlaut:
Vorderseite: 

„1719, 13. Junii. Hoc … altaris consecravit reverendissimus dominus Theodorus Abbas Werdensis et Helmstedensis“

„13. Juni 1719. Diesen (Tisch) des Altares hat der ehrwürdigste Herr Theodor Abt von Werden und Helmstedt geweiht“

Rückseite: 

„Reliquias Sanctorum Anastasii et … martyrum“

„Reliquien des Heiligen Anastasius und …, Martyrer“